# ولاد حباس (المركز)
ولاد حباس هو دُوَّار يقع بجماعة الخلوة، عمالة طنجة أصيلة، جهة طنجة تطوان الحسيمة في المملكة المغربية. ينتمي الدوّار لمشيخة المركز التي تضم 11 دوار. يقدر عدد سكانه بـ 398 نسمة حسب الإحصاء الرسمي للسكان والسكنى لسنة 2004.

## روابط خارجية
- البوابة الوطنية للجماعات الترابية
- المندوبية السامية للتخطيط